# Per sempre (Artie 5ive)
Per sempre è un singolo del rapper italiano Artie 5ive, pubblicato l'11 settembre 2024. Il brano vanta la collaborazione del rapper Bresh.

## Tracce
Testi di Ivan Arturo Barioli e Andrea Brasi, musiche di Leonardo Siddu e Luca Ghiazzi.
1. Per sempre (feat. Bresh) – 3:04

## Classifiche
| Classifica (2024) | Posizione massima |
| ----------------- | ----------------- |
| Italia            | 41                |